# Franks Wild Years
Franks Wild Years è il decimo album in studio del cantautore statunitense Tom Waits, pubblicato nell'agosto 1987.

## Tracce
Tutte le canzoni, eccetto dove indicato, sono state scritte da Tom Waits.
1. Hang on St. Christopher - 2:46
2. Straight to the Top (Rhumba) - 2:30 - (Waits/Greg Cohen)
3. Blow Wind Blow - 3:35
4. Temptation - 3:53
5. Innocent When You Dream (Bar Room) - 4:15
6. I'll Be Gone - 3:12 - (Waits/Kathleen Brennan)
7. Yesterday Is Here – 2:29 - (Waits/Brennan)
8. Please Wake Me Up - 3:36 - (Waits/Brennan)
9. Frank's Theme - 1:49
10. More Than Rain - 3:52
11. Way Down in the Hole - 3:30
12. Straight to the Top (Vegas) – 3:26 - (Waits/Cohen)
13. I'll Take New York - 3:58
14. Telephone Call From Istanbul - 3:12
15. Cold Cold Ground - 4:07
16. Train Song - 3:20
17. Innocent When You Dream (78) - 3:08